# Dix heures d'angoisse
Dix heures d'angoisse est une collection au format In-8° de romans policiers éditée chez Ferenczi & fils en 1932 et 1933. Chaque mois est sorti un roman policier inédit de Marcel Allain.

## Liste des titres
1. Crime d'amour, 1931
2. Lui ou Elle ?
3. Deux Blondes !, 1932
4. Ce n'est pas lui !, 1932
5. Vilaine Histoire, 1932
6. Le Client du n°16
7. Torture, 1932
8. L'Atroce Menace
9. L'Empreinte sanglante, 1932
10. Le Piège à homme, 1933
11. Un crime de minuit,  1933
12. Perfidie,  1933